# Long drink
Long drink – koktajl alkoholowy podawany w ilości 200-250 ml w szklankach koktajlowych typu tumbler lub highball. W odróżnieniu od koktajlu typu short drink, long drink to napój orzeźwiający o stosunkowo niskiej zawartości alkoholu (8-15%) sporządzany z dodatkiem dużej ilości soków owocowych, warzywnych lub innych napojów (cola, tonik, woda sodowa).